# Otto Hildebrand
Otto Hildebrand (Berna, 15 novembre 1858 – Berlino, 18 ottobre 1927) è stato un patologo e chirurgo tedesco.

## Biografia
Fu figlio dell'economista Bruno Hildebrand (1812-1878) e fratello dello scultore Adolf von Hildebrand (1847–1921).
Studiò anatomia e chirurgia presso l'Università di Jena e dal 1886 fu assistente di Franz König presso l'Università di Gottinga. Nel 1888 ottenne l'abilitazione per la chirurgia e nel 1896 fu nominato capo del policlinico chirurgico presso il Charité. Nel 1899 succedette a August Socin come professore di chirurgia presso l'Università di Basilea, poi nel 1904 tornò a Berlino come successore del suo ex mentore, Franz König, presso la Charité.
La sua migliore opera fu il libro sull'anatomia chirurgica e topografica intitolato Grundriss der chirurgisch-topographischen Anatomie (1894). Fu il direttore del periodico Jahresbericht über die Fortschritte auf Gebiete der Chirurgie e l'autore di diverse biografie della Allgemeine Deutsche Biographie. Nel 1895 fu il primo a descrivere ciò che in seguito sarebbe stato conosciuto come il tumore di Warthin.